# Touchdown Fever
Touchdown Fever is een computerspel dat werd ontwikkeld en uitgegeven door SNK. Het spel kwam in 1987 uit als arcadespel. Een jaar later volgde een release voor het platform Nintendo Entertainment System. Met het spel kan de speler American Football spelen. Het speelveld wordt met bovenaanzicht getoond. Het is mogelijk tegen de computer te spelen of tegen een menselijke tegenstander. Het spel kent 16 teams.